# 2022-es Australian Open
A 2022-es Australian Open  az év első Grand Slam-tornája, amelyet 2022. január 17–30. között rendeztek meg a Melbourne-ben található Melbourne Parkban. Ez volt a 110., az open erában az 54. Australian Open.
A tornát férfi és női egyes, páros és vegyes páros, valamint a junioroknál és a kerekesszékeseknél férfi és női egyes és páros kategóriákban rendezték. A torna szponzora a korábbi évekhez hasonlóan a Kia Motors volt. A selejtezőket a főtáblás verseny előtt, január 10–14. között rendezték.
A címvédő a férfiaknál a kilencszeres Australian Open-győztes szerb Novak Đoković, a nőknél a japán Ószaka Naomi volt. Đoković vízumát az ausztrál karanténszabályok miatt visszavonták, ezért nem indulhatott el a tornán. Ószaka Naomi ezúttal a 3. körön nem jutott túl.
A győzelmet a nőknél az ausztrál Ashleigh Barty szerezte meg, miután a döntőben 6–3, 7–6(2) arányban legyőzte az amerikai Danielle Collinst. A férfiak mezőnyében a győztes Rafael Nadal lett, aki ezzel 21. Grand Slam-tornagyőzelmét szerezte, a tenisz történetében a legtöbbet a férfiak között.
A magyar játékosok közül a világranglista-helyezésük alapján a nőknél Bondár Anna és Udvardy Panna a főtáblán, míg Gálfi Dalma és Jani Réka Luca a selejtezőben indulhatott. A férfiaknál Fucsovics Márton indulhatott közvetlenül a főtáblán. Jani Réka Luca a selejtező első körében, Gálfi Dalma a selejtező második körében, míg Bondár Anna és Udvardy Panna a főtábla első körében búcsúzott a tornától, ahogy a férfiaknál Fucsovics Márton is. A női párosok mezőnyében Bondár Anna a grúz Okszana Kalasnikova párjaként indulhatott a versenyen, de az első körön nem jutott túl, mert vereséget szenvedtek a később döntőt játszó Anna Danilina–Beatriz Haddad Maia párostól.

## Világranglistapontok
A versenyen az elért eredménytől függően a világranglista állásába beszámító alábbi pontok szerezhetők.
| Eredmény           | Férfi egyes | Férfi páros | Női egyes | Női páros |
| ------------------ | ----------- | ----------- | --------- | --------- |
| Győzelem           | 2000        | 2000        | 2000      | 2000      |
| Döntő              | 1200        | 1200        | 1300      | 1300      |
| Elődöntő           | 720         | 720         | 780       | 780       |
| Negyeddöntő        | 360         | 360         | 430       | 430       |
| 16 között          | 180         | 180         | 240       | 240       |
| 32 között          | 90          | 90          | 130       | 130       |
| 64 között          | 45          | 0           | 70        | 10        |
| 128 között         | 10          | –           | 10        | –         |
| Főtáblára jutás    | 25          | 25          | 40        | –         |
| Selejtező (3. kör) | 16          | –           | 30        | –         |
| Selejtező (2. kör) | 8           | –           | 20        | –         |
| Selejtező (1. kör) | 0           | –           | 2         | –         |

## Pénzdíjazás
A torna összdíjazása 75 millió ausztrál dollár (körülbelül 54 millió amerikai dollár). A férfiak és a nők azonos mértékű díjazásban részesülnek. A díjak elosztásának arányain változtattak a 2021. évhez képest oly módon, hogy a döntő, az elődöntők és a negyeddöntők résztvevői az előző évinél magasabb, míg a többi résztvevő valamivel alacsonyabb díjazásban részesül. Az alábbiakban ausztrál dollárban olvashatóak az összegek, párosnál feleződik az egy főre jutó díjazás.
| Eredmény           | Egyes*       | Páros**                   | Vegyes páros**            |
| Győzelem           | 4 400 000 A$ | 800 000 A$                | 190 000 A$                |
| Döntő              | 2 200 000 A$ | 400 000 A$                | 100 000 A$                |
| Elődöntő           | 1 100 000 A$ | 200 000 A$                | 50 000 A$                 |
| Negyeddöntő        | 600 000 A$   | 110 000 A$                | 24 000 A$                 |
| 16 között          | 300 000 A$   | 62 000 A$                 | 12 000 A$                 |
| 32 között          | 180 000 A$   | 40 000 A$                 | 6250 A$                   |
| 64 között          | 140 000 A$   | 25 000 A$                 | –                         |
| 128 között         | 90 000 A$    | –                         | –                         |
| Selejtező (döntő)  | 50 000 A$    | *Nemenként **Csapatonként | *Nemenként **Csapatonként |
| Selejtező (2. kör) | 33 000 A$    | *Nemenként **Csapatonként | *Nemenként **Csapatonként |
| Selejtező (1. kör) | 24 000 A$    | *Nemenként **Csapatonként | *Nemenként **Csapatonként |

## Az egyes versenyszámok

### Férfi egyes
- Rafael Nadal– Danyiil Medvegyev, 2–6, 6–7(5), 6–4, 6–4, 7–5

### Női egyes
- Ashleigh Barty– Danielle Collins, 6–3, 7–6(2)

### Férfi páros
- Thanasi Kokkinakis /  Nick Kyrgios– Matthew Ebden /  Max Purcell, 7–5, 6–4

### Női páros
- Barbora Krejčíková /  Kateřina Siniaková– Anna Danilina /  Beatriz Haddad Maia 6–7(3), 6–4, 6–4

### Vegyes páros
- Kristina Mladenovic /  Ivan Dodig– Jaimee Fourlis /  Jason Kubler, 6–3, 6–4

### Juniorok

#### Fiú egyéni
- Bruno Kuzuhara– Jakub Menšík, 7–6(4), 6–7(6), 7–5

#### Lány egyéni
- Petra Marčinko– Sofia Costoulas, 7–5, 6–1

#### Fiú páros
- Bruno Kuzuhara /  Coleman Wong– Alex Michelsen /  Adolfo Daniel Vallejo, 6–3, 7–6(3)

#### Lány páros
- Clervie Ngounoue /  Gyiana Snajgyer– Kayla Cross /  Victoria Mboko, 6–4, 6–3